# Aspilota farra
Aspilota farra är en stekelart som beskrevs av Papp 2003. Aspilota farra ingår i släktet Aspilota och familjen bracksteklar. Inga underarter finns listade.